# Danh sách loài được mô tả năm 2022
Danh sách các loài sinh vật được mô tả chính thức năm 2022 xếp theo thời gian công bố trên các tạp chí khoa học.

## Tháng 1 năm 2022
1. Deinostigma serratum, loài Deinostigma, Họ Thượng tiễn Gesneriaceae, Lamiales.[1]
2. Conamomum vietnamense loài gừng chi Conamomum, tông Alpinieae, Alpinioideae, họ Zingiberaceae, bộ Zingiberales.[2]
3. Andrena ramosa, loài ong chi Andrena, Andreninae, Andrenidae, Aroideae, Apocrita, Hymenoptera

## Tháng 2 năm 2022
1. Cheilocostus candidus loài Cheilocostus, Họ Mía dò Costaceae, bộ Zingiberales.[3]
2. Neoserica phuphami loài bọ cánh cứng chi Neoserica, tông Sericini, Melolonthinae, Scarabaeidae, liên họ Scarabaeoidea, Scarabaeiformia, Polyphaga, bộ Coleoptera.[4]

## Tháng 3 năm 2022
1. Qingshuiaspis junqingi Shan và cộng sự. [5][6]
2. Anjiaspis ericius Shan và cộng sự.[7]Theo một báo cáo hôm 30/3 của Viện Cổ sinh Động vật có xương sống và Cổ nhân loại học thuộc Viện Hàn lâm Khoa học Trung Quốc, hai loài cá tiền sử mới được gọi là Qingshuiaspis junqingi và Anjiaspis ericius.
3. Xitunaspis Sun và cộng sự.[8][9]
4. Yongdongaspis littoralis.[10] Theo báo cáo của Văn phòng Tài nguyên Thiên nhiên và Quy hoạch thành phố Trùng Khánh hôm 4/3, sinh vật cổ đại có tên là cá giáp mú Binhai Yongdong chỉ được tìm thấy ở khu vực là Đông Á ngày nay và sống chủ yếu trong môi trường biển nông ven bờ. Chúng chỉ dài 3 đến 4 cm.[11]
5. Yorkicystis haefneri là một loài Edrioasteroid thuộc ngành Echinodermata.[12][13]

## Tháng 4 năm 2022
1. Tomlinsonus dimitrii nghiên cứu bởi Joseph Moysiuk là một loài thuộc ngành Chân đốt.[14]
2. Baisesaurus robustus Ren và cộng sự, sống cách đây 247,2 đến 251,9 triệu năm. Với chiều dài hơn 3 m, nó là loài thằn lằn cá, hay ngư long (Ichthyosauria), lớn nhất từng được phát hiện ở Trung Quốc thuộc Sớm Kỷ Tam Điệp.[15]

## Tháng 5 năm 2022
- Động vật

1. Drawida angiang[16]
2. Drawida cochinchina loài Drawida, họ Moniligastridae, bộ Moniligastrida, phân lớp giun ít tơ Oligochaeta, lớp Clitellata.[16]
3. Paralitherizinosaurus japonicus[17][18][19]

- Thực vật

1. Vanilla cardinalis loài Vanilla, phân họ Vanilloideae, họ Orchidaceae[20]

## Tháng 9 năm 2022
1. Argostemma tortilobum, loài thực vật Argostemma trong Rubiaceae, Gentianales.[21]

## Tháng 12 năm 2022
- Cladtertia collaboinventa một loài Placozoa mô tả bởi Tessler et al., 2022..[22]